# 日本槍柱七本
日本槍柱七本（にほんそうちゅうしちほん）は、豊臣秀吉が天下統一後に、槍の扱いが上手にして地方有力大名の重臣・大黒柱のような7人を指して使い始めたとされる言葉である。日本七槍とも称される。
- 小野鎮幸
- 本多忠勝
- 島津忠恒
- 後藤基次
- 直江兼続
- 飯田直景
- 吉川広家